# Simpliciu din Cilicia
Simplicius al Cilicia (/sɪmˈplɪʃeuəs/; Greacă: Σιμπλίκιος ὁ Κίλιξ; c. 490 - c. 560) a fost discipol al Ammonius Hermiae și Damascius, și unul dintre ultimii neoplatoniști. El era printre păgânii filozofi persecutați de Justinian la începutul secolului al VI - lea fiind forțat pentru un timp să caute refugiu la curtea persană, înainte de a-i fi permisă întoarcerea în Imperiu. 
A scris pe larg lucrările despre lui Aristotel. Deși scrierile sale sunt toate comentarii la Aristotel și alți autori, mai degrabă decât compoziții originale, învățarea sa inteligentă și prodigioasă îl face să fie ultimul mare filosof al antichității păgâne. Lucrările sale au păstrat multe informații despre filosofii anteriori care altfel s-ar fi pierdut.